# Kolęda

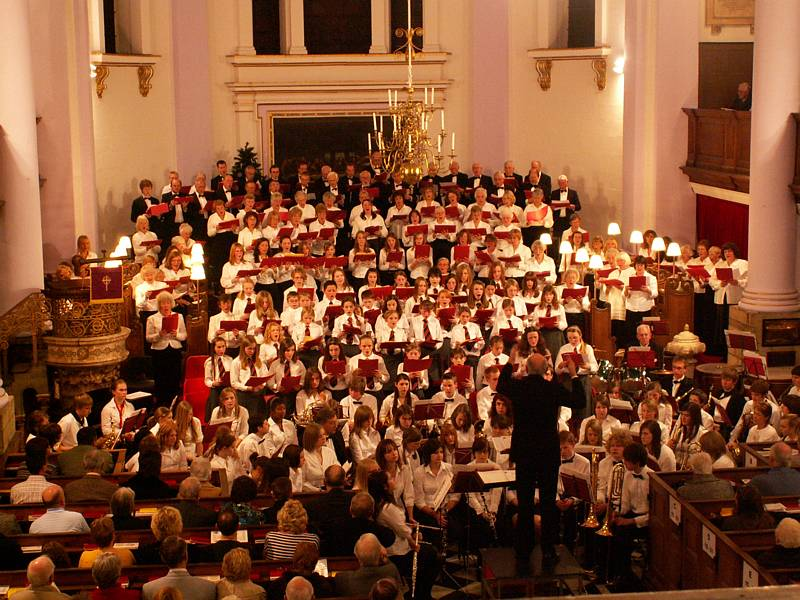
Queen Elizabeth’s High School i Gainsborough Choral Society podczas corocznego koncertu kolęd

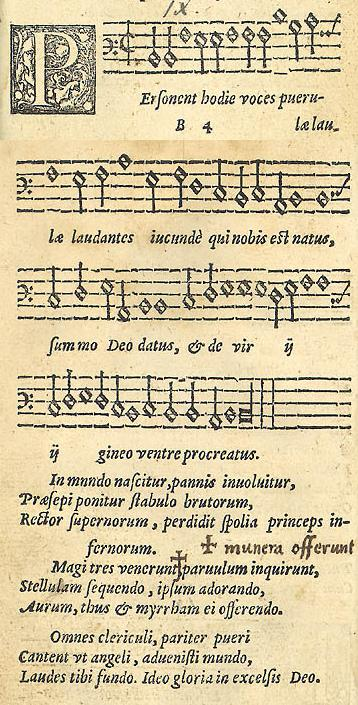
Pierwsza strona Personent hodie w oryginalnej wersji Piae Cantiones

Kolęda – pierwotnie radosna pieśń noworoczna, która współcześnie przyjęła powszechnie formę pieśni bożonarodzeniowej (nawiązującej do świąt Bożego Narodzenia). Utrzymywana najczęściej w konwencji religijnej, początkowo wywodząca się z tradycji ludowej, w późniejszym okresie komponowana jest również przez wielu wybitnych kompozytorów. Odmiana kolędy o wątkach zaczerpniętych z życia codziennego nazywana jest pastorałką, która w odróżnieniu od kolędy we współczesnym, potocznym tego słowa rozumieniu, nie jest wykorzystywana w chrześcijańskich nabożeństwach ze względu na swój świecki charakter.
Terminem tym określa się również obrzęd ludowy związany z okresem słowiańskiego Święta Godowego, a następnie świąt Bożego Narodzenia, polegający na obchodzeniu domów przez kolędników.
Co roku w Polsce odbywają się liczne przeglądy i festiwale kolędowe, z których największym, gromadzącym kilkadziesiąt tysięcy wykonawców jest Ogólnopolski Festiwal Kolęd i Pastorałek w Będzinie.

## W liturgii
W liturgii Kościoła katolickiego kolędy wykonuje się od mszy o północy w święta Bożego Narodzenia (noc 24/25 grudnia) do święta Chrztu Pańskiego (niedziela po 6 stycznia). W polskiej tradycji dopuszcza się śpiewanie ich do Święta Ofiarowania Pańskiego (2 lutego). Od współczesnych kolęd (wykorzystywanych w nabożeństwach religijnych) odróżnić należy utwory o tematyce związanej nie z narodzeniem Jezusa, lecz z okresem potocznie związanym ze świętami Bożego Narodzenia, jak np. polską piosenkę Jest taki dzień, niemiecką O Tannenbaum czy angielskie Jingle Bells i White Christmas. Według tradycji chrześcijańskiej autorem pierwszej kolędy był św. Franciszek z Asyżu i była ona śpiewana w zorganizowanej przez niego szopce. Najstarsza polska kolęda to Zdrow bądź, krolu anjelski z 1424 roku. Najsłynniejszą kolędą jest Cicha noc, którą przetłumaczono na ponad 300 języków i dialektów. Powstała w roku 1818 w małym austriackim miasteczku Oberndorf bei Salzburg w Alpach. Jej autorami byli wikary miejscowego kościoła Józef Mohr oraz jego organista Franz Xaver Gruber.

## Etymologia
Termin kolęda wywodzi się najprawdopodobniej od łacińskiego calendae [wym. kalende] i oznaczał w dosłownym tłumaczeniu ‘pierwszy dzień miesiąca’. Dawni Słowianie nazywali tak pierwszy dzień roku (pierwotnie utożsamianym z przypadającym na przesilenie zimowe Świętem Godowym, a następnie z dniem Bożego Narodzenia), a także noworoczny upominek. Następnie obyczaj ten przeniesiono wyłącznie na święto Narodzenia Pańskiego, a z czasem kolęda zaczęła oznaczać ‘wizytę księdza w domu’, ‘pieśń bożonarodzeniową’ i ‘obrzęd ludowy związany z chodzeniem po domach’.
We współczesnych językach słowiańskich znaczenie ewoluowało, przechodząc od określenia Bożego Narodzenia do jego świętowania, śpiewania pieśni z nim związanych i wreszcie do określenia samej pieśni. Obrzędy ludowe powiązane z okresem Bożego Narodzenia w języku polskim nazywane są kolędowaniem lub kolędą.

## Geneza kolęd
Kolęda swe źródła ma w obchodach rzymskich Kalendae styczniowych (mensis Januarius). Był to szczególny dla Rzymian pierwszy dzień miesiąca, ponieważ 1 stycznia, począwszy od 153 roku przed narodzinami Chrystusa, konsulowie rzymscy obejmowali swój urząd. Z czasem, od 46 roku p.n.e., dekretem Juliusza Cezara 1 stycznia został oficjalnie ogłoszony jako początek roku administracyjnego. Z tej okazji w Rzymie odwiedzano się, wręczano sobie wzajem podarki, śpiewano pieśni. Zwyczaje te przejęło chrześcijaństwo, łącząc je z okresem Bożego Narodzenia, uważanym za początek rachuby nowego czasu.
Kolęda w swym pierwszym znaczeniu była zatem noworoczną pieśnią powitalną i pochwalną na cześć gospodarzy, przekazywała życzenia szczęścia i pomyślności. Kolęda w rozumieniu pieśni religijnej związanej z narodzinami Chrystusa wykształciła się później, wraz z rozwojem i umacnianiem się chrześcijaństwa. Kolędy początkowo miały teksty wyłącznie łacińskie. Powszechnie przyjmuje się, że korzenie kolęd tkwią w hymnologii, ale wywodzą się one również z tropów i laud benedyktyńskich.
Początkowo twórcy kolęd czerpali z dwóch Ewangelii: św. Mateusza i św. Łukasza. Z biegiem czasu pieśń coraz częściej sięgała do źródeł pobożności ludowej. Inspiracją były też apokryfy i literatura średniowiecza oraz średniowieczny teatr.

## Kolędy

### Kolędy polskie
Najstarsza zachowana polska kolęda, pochodząca z 1424 roku, zaczyna się od słów Zdrow bądź, krolu anjelski.
- A wczora z wieczora
- Ach, ubogi żłobie
- Anioł pasterzom mówił
- Bóg się rodzi, moc truchleje
- Bracia patrzcie jeno
- Chrystus się nam narodził
- Do szopy, hej pasterze
- Dzisiaj w Betlejem
- Gdy się Chrystus rodzi
- Gdy śliczna Panna
- Gore gwiazda Jezusowi
- Gospodarska kolęda
- Gospodyniej kolenda
- Jezus malusieńki
- Lulajże, Jezuniu
- Mędrcy świata, monarchowie
- Mizerna cicha
- Narodził się Jezus Chrystus
- Nie było miejsca dla Ciebie
- Oj, maluśki, maluśki
- Pójdźmy wszyscy do stajenki
- Północ już była
- Przybieżeli do Betlejem
- Przylecieli aniołkowie
- Tryumfy Króla Niebieskiego
- W żłobie leży
- Wśród nocnej ciszy
- Z narodzenia Pana
- Zdrow bądź, krolu anjelski

### Kolędy niemieckie
Niemcy, zarówno katolickie, jak i protestanckie, posiadają długą i bogatą tradycję kolędowania. Reformacja wpłynęła tam pozytywnie na rozwój kolęd. Autorem tekstów wykorzystanych w wielu z nich (np. w Vom Himmel hoch) był Marcin Luter.

- In dulci jubilo (XIV – XV w.)
- Vom Himmel hoch (XVI w.)
- Personent hodie
- Es ist ein Ros entsprungen
- O du fröhliche (XVIII w. – J.S. Bach)
- Tochter Zion, Freue Dich (słowa XIX w., muzyka XVIII w.)
- Ihr Hirten erwacht
- Alle Jahre wieder (XIX w.)
- Kommet Ihr Hirten (XIX w.)
- Süßer die Glocken nie klingen (XIX w.)

### Kolędy angielskie
Inaczej niż w Niemczech, w Anglii liczba komponowanych kolęd spadła gdy rozpoczęła się reformacja. Dopiero metodyzm w XVIII wieku i związana z nim odnowa religijna odwróciła tę tendencję. Epoka wiktoriańska również wzbogaciła zasób kolęd angielskich.

- Coventry Carol
- Joy to the world (Raduj się świecie)
- Adeste Fideles – lub w wersji angielskiej – O come all ye faithful (XVIII w.)
- Ding Dong Merrily on High
- Hark! The Herald Angels Sing (słowa – 1739 r, melodia – 1840 r.)
- God Rest Ye Merry, Gentlemen (XIX w.)
- Hail Smiling Morn
- Here We Come A-Wassailing
- The Holly and the Ivy
- Huron Carol
- I Come With Love
- I Saw Three Ships
- I Wonder as I Wander
- Mistletoe and Wine
- Good king Wenceslas
- In the bleak midwinter
- See amid the winter snow
- Once in royal David's city
- While shepards watched
- O little town of Bethlehem
- The First Noel
- We Three Kings

Teksty kolęd angielskich z XVI wieku wykorzystał w 1942 roku angielski kompozytor Benjamin Britten do stworzenia swojego dzieła A Ceremony of Carols op. 28 na harfę, głosy solowe i trzygłosowy chór chłopięcy.

### Kolędy austriackie
- Cicha noc – Stille Nacht
- Lauft Ihr Hirten allzugleich

### Kolędy holenderskie
- Nu zijt wellekome (XVII w.)
- Er Is Een Kindeke Geboren Op Aard
- Met vlijt aensijt, weest verblijt met jolijt

### Kolędy szwedzkie
- Gaudete Christus est natus – fińska kolęda ze zbioru Piae Cantiones (Finlandia była wtedy pod panowaniem szwedzkim)
- Ett barn är fött på denna dag
- Bereden väg för Herran
- Jul, jul, strålande jul
- När det lider mot jul

### Kolędy francuskie
- Les anges dans nos campagnes (XVI w.)
- Il est né le divin enfant (XIX w.)
- La Marche des rois
- Entre le bœuf et l'âne gris
- Minuit chrétiens
- Noël nouvelet
- Venez divin Messie
- Peuple fidèle (tłumaczenie z: Adeste Fideles)
- Dans une étable obscure
- C'est le jour de la Noël
- Bergers l'enfant sommeille
- Noël de la paix (Ô divin enfançon)
- Quelle Est Cette Odeur Agréable?
- Petit Papa Noël (współczesna)

### Kolędy włoskie
- Questa notte c'è una stella
- Dorme Betlemme fra le mura antiche
- Tu scendi dalle stelle (z 1754 roku)
- Astro del Ciel (Cicha noc)

### Kolędy hiszpańskie
- A la nanita nana
- Noche de Paz

### Kolędy czeskie
- Narodil se Kristus Pán
- Nesem vám noviny
- Půjdem spolu do Betléma
- Štědrý večer nastal
- Pásli ovce valaši
- Jak jsi krásné neviňátko